# Lista de regiões portuguesas ordenadas por população com nacionalidade portuguesa
Esta é uma lista demostrando a população com nacionalidade portuguesa de cada uma das sete regiões portuguesas, ordenadas pela região e ano, mostrando os valores de cada ano desde 2011. Os dados baseiam-se nas estatísticas oficiais do Instituto Nacional de Estatística.
| Posição | Posição          | Região               | População com nacionalidade portuguesa (2023) |
| Em 2023 | Comparada a 2022 | Região               | População com nacionalidade portuguesa (2023) |
| ------- | ---------------- | -------------------- | --------------------------------------------- |
| 1       | (0)              | Norte                | 3 498 903                                     |
| 2       | (0)              | Grande Lisboa        | 1 715 225                                     |
| 3       | (0)              | Centro               | 1 588 714                                     |
| 4       | (0)              | Oeste e Vale do Tejo | 785 932                                       |
| 5       | (0)              | Península de Setúbal | 733 773                                       |
| 6       | (0)              | Alentejo             | 436 893                                       |
| 7       | (0)              | Algarve              | 358 698                                       |
| 8       | (0)              | Madeira              | 242 562                                       |
| 9       | (0)              | Açores               | 234 788                                       |
|         |                  | Portugal             | 9 705 397                                     |

## Dados anuais
A lista mostra as regiões portuguesas com os dados anuais da população portuguesa desde 2008.
|                      | 2021      | 2022      | 2023      |
| -------------------- | --------- | --------- | --------- |
| Norte                | 3 509 894 | 3 520 909 | 3 498 903 |
| Grande Lisboa        | 1 787 881 | 1 788 199 | 1 715 225 |
| Centro               | 1 603 584 | 1 599 166 | 1 588 714 |
| Oeste e Vale do Tejo | 782 909   | 787 827   | 785 932   |
| Península de Setúbal | 751 769   | 750 749   | 733 773   |
| Alentejo             | 445 078   | 442 245   | 436 893   |
| Algarve              | 364 846   | 368 982   | 358 698   |
| Açores               | 234 332   | 235 020   | 234 788   |
| Madeira              | 242 288   | 242 277   | 242 562   |
| Portugal             | 9 722 581 | 9 735 374 | 9 595 488 |

1. ↑  «Portal do INE». www.ine.pt. Consultado em 24 de abril de 2023